# Marika Lagercrantz
Marika Karen Louise Bergared Lagercrantz, född Lagercrantz 12 juli 1954 i Solna församling, Stockholms län, är en svensk skådespelare och regissör.

## Biografi
Lagercrantz började med barnteater i sexårsåldern vid Vår teater och dansade under tonåren. 1967 hade hon en roll i TV-serien Modiga mindre män (vilken klipptes ihop till en film 1968). På gymnasiet gick hon naturvetenskaplig linje och efter studierna tog skådespelarintresset över. Hon försökte komma in på Scenskolan, men misslyckades och sökte sig i början av 1970-talet i stället till Malmö där hon kom i kontakt med Studioteatern och Mimteatern. Via Malmö kom Lagercrantz även i kontakt med andra experimentscener som Odinteatret i Danmark.
Efter en tid återvände hon till Stockholm och träffade där den amerikanske skådespelaren Chris Torch, som hon kom att gifta sig med. Tillsammans med honom och några andra skådespelare bildade Lagercrantz teaterkollektivet Jordcirkus 1977, där hon var både skådespelare och regissör. Genom kollektivet blev hon även involverad i husockupationen av kvarteret Mullvaden i Stockholm, en händelse som bland annat kom att generera gatumusikalen Mullvadsoperan (1978). Jordcirkus uppträdde flitigt på olika platser i Sverige men även på turnéer i Europa och USA. Hon var med och startade den fria gruppen Teater Schahrazad, och har varit verksam vid bland annat Stockholms stadsteater och Dramaten.
Som filmskådespelare har Lagercrantz medverkat i en mängd svenska långfilmer och TV-dramer. Bland de roller hon gjort kan nämnas rollen som miljöaktivist i TV-serien Blueprint (1992), huvudrollen som Rita i Drömmen om Rita (1993), rollen som lärarinna i Bo Widerbergs Lust och fägring stor (1995) och rollen som åklagare i TV-serien Emma åklagare (1997). Hon har senare även medverkat i bland annat Män som hatar kvinnor (2009).
Under sin karriär har Lagercrantz belönats med och nominerats till flera priser. 1993 mottog hon filmtidskriften Chaplins pris för sina stridbara kvinnoroller och 1994 nominerades Lagercrantz till en Guldbagge i kategorin Bästa skådespelerska för sina insatser i filmerna Drömmen om Rita och Morfars resa. För sina insatser i Lust och fägring stor belönades hon med en Silverdelfin vid en filmfestival i Troia och nominerades även till en Guldbagge för samma rollprestation.
Marika Lagercrantz var 2011–2014 kulturråd på Sveriges ambassad i Berlin. Sedan 2015 är hon ordförande för KLYS.

## Familj
Marika Lagercrantz är dotter till Olof Lagercrantz och dotterdotter till Hans Ruin, syster till David Lagercrantz och kusin till Lars, Johan och Louise Lönnroth. Hon var tidigare gift med den amerikanske skådespelaren Chris Torch, men är sedan början av 1980-talet gift med Peter Bergared. Hon är mor till ambassadkonsuln och tidigare skådespelerskan Moa Lagercrantz.

## Filmografi
- 1968 – Modiga mindre män
- 1980 – Ett drömspel
- 1981 – Dödsvirveln
- 1986 – Hummerkriget
- 1987 – Hjärtat
- 1987 – Hockeybilder
- 1989 – S.O.S. Condor
- 1989 – Kronvittnet
- 1989 – Landstrykere
- 1991 – Mord och passion (TV-serie)
- 1992 – Hassel – Botgörarna (TV-serie)
- 1992 – Barnens detektivbyrå (TV-serie)
- 1992 – Blueprint (TV-serie)
- 1993 – Drömmen om Rita
- 1993 – Morfars resa
- 1993 – Svart höst
- 1994 – Läckan
- 1994 – Rapport till himlen (TV-serie)
- 1995 – Älskar, älskar inte
- 1995 – Vendetta
- 1995 – Lust och fägring stor
- 1996 – Nu är pappa trött igen
- 1997 – Den siste vikingen
- 1997 – Emma åklagare (TV-serie)
- 1997 – Hitler och vi på Klamparegatan
- 1998 – Bert – The Journey
- 1998 – Lithivm
- 1998 – Längtans blåa blomma (TV-serie)
- 1998 – Vem kysser dig nu?
- 1999 – Rackelhane
- 1999 – Sherdil
- 2000 – Gossip
- 2000 – Judith (TV-serie)
- 2000 – Järngänget
- 2000 – Miraklernas man
- 2002 – Hot Dog
- 2002 – Love Boogie
- 2002 – När djävulen håller ljuset
- 2003 – Gunnar Govin - en man, en röst, en resa
- 2003 – Älskade Poona (TV-serie)
- 2004 – Barnavännen
- 2004 – Bedragaren
- 2004 – Maison
- 2004 – Strings
- 2006 – Hvis jeg faller
- 2006 – Min frus förste älskare
- 2007 – Predikanten
- 2009 – Kommissarien och havet - Den döende dandyn (TV-serie)
- 2009 – Lyckliga familjen
- 2009 – Män som hatar kvinnor
- 2010 – Pax
- 2010 – Sweaty Beards
- 2011 – Maria Wern - Drömmar ur snö
- 2011 – Soffan
- 2011 – Umeå4ever
- 2012 – Jävla pojkar
- 2012 – Kommissarien och havet (TV-serie)
- 2015 – Flaket
- 2017 – Modus (TV-serie)
- 2019 – Ture Sventon och Bermudatriangelns hemlighet (TV-serie)
- 2021 – Folk med ångest (TV-serie)
- 2021 – Ture Sventon och jakten på Ungdomens källa (TV-serie)
- 2025 – Färjan (TV-serie)

## Teater

### Roller (ej komplett)
| År   | Roll                        | Produktion                                                       | Regi                 | Teater                                              |
| ---- | --------------------------- | ---------------------------------------------------------------- | -------------------- | --------------------------------------------------- |
| 1990 |                             | Gudar på äventyr                                                 | Åsa Melldahl         | Jordcirkus                                          |
| 1993 | Blanche DuBois              | Linje Lusta (A Streetcar Named Desire) Tennessee Williams        | Håkan Lindhé         | Helsingborgs stadsteater                            |
| 1996 | Drottning Guinevere         | Merlin, djävulens son (Merlin oder Das wüste Land) Tankred Dorst | Ronny Danielsson     | Stockholms stadsteater                              |
| 2000 | Laura                       | Fadren August Strindberg                                         | Thorsten Flinck      | Teater Plaza                                        |
| 2002 | Modern Edit                 | Jerka Magnus Lind, Göran Appelkvist och Jerry Williams           | Magnus Bergquist     | Göta Lejon                                          |
| 2003 | Modern Edit                 | Jerka Magnus Lind, Göran Appelkvist och Jerry Williams           | Magnus Bergquist     | Storan                                              |
| 2003 | Sabina Spielrein            | Sabina Liv Hege Nylund                                           | Leo Cullborg         | Riksteatern                                         |
| 2006 | Etty Hillesum               | Flickan som ville rädda Gud Anita Goldman                        | Marika Lagercrantz   | Stockholms stadsteater                              |
| 2006 | Hermione                    | En vintersaga (The Winter's Tale) William Shakespeare            | Martha Vestin        | Helsingborgs stadsteater/ Sommarteater på Krapperup |
| 2008 | Anna Charlotta Schröderheim | Gustaf III August Strindberg                                     | Maria Åberg          | Dramaten                                            |
| 2016 |                             | Som ni vill ha det (As you Like it) William Shakespeare          | Martha Vestin        | Helsingborgs stadsteater på Sofiero slott           |
| 2018 | Farmor                      | Farmor och vår Herre Hjalmar Bergman                             | Pontus Plænge        | Östgötateatern                                      |
| 2019 | Rebecka Nurse               | Häxjakten (The Crucible) Arthur Miller                           | Alexander Mørk-Eidem | Dramaten/ Kulturhuset Stadsteatern                  |
| 2023 | Fru Phelps                  | Matilda the Musical Tim Minchin och Dennis Kelly                 | Fredrik Rydman       | Kulturhuset Stadsteatern                            |

### Regi
| År   | Produktion                          | Upphovsmän                                        | Teater                 |
| ---- | ----------------------------------- | ------------------------------------------------- | ---------------------- |
| 1987 | Röda nejlikan The Scarlet Pimpernel | Emma Orczy Dramatisering Åsa Melldahl             | Jordcirkus             |
| 2006 | Flickan som ville rädda Gud         | Anita Goldman Baserad på Etty Hillesums dagböcker | Stockholms stadsteater |